# Елізабет Свонн
Елізабет Свонн — вигадана персонажка серії фільмів «Пірати Карибського моря». Її грає Кіра Найтлі. Відомо, що вона використовує псевдонім «Елізабет Тернер», але згодом це стає її справжнім прізвищем, коли вона виходить заміж за Вілла Тернера.

## Особистість
Елізабет — жвава, розумна і незалежна персонажка, чия краса привабила Вілла Тернера, Джеймса Норрінгтона, Сан Фенга та капітана Джека Спарроу. Лише прихильність Вілла Тернера була взаємною. Протягом трьох фільмів вона перетворюється з молодої дівчини на справжню леді і, нарешті, на мужню піратку. Елізабет завжди захоплювалася піратством, але її часто обурює агресивний і дикий характер піратів. Навіть ставши піратом, вона зберігає свої витончені манери, а також вірність і співчуття до близьких (зокрема, до Вілла Тернера, свого батька, а пізніше до Джека Спарроу та Джеймса Норрінгтона).
Елізабет легко адаптується до піратства, маючи природні лідерські здібності. Вона швидко вивчає морську майстерність і виявляє, що має вроджений талант до бойової стратегії. Дівчина навчається фехтування у Вілла і незабаром здатна захищатися від кількох супротивників, б’ючись двома мечами одночасно. Пізніше вона використовує китайський меч Цзянь, а також носить із собою безліч іншої зброї, включаючи ножі, вогнепальну зброю та щось, схоже на невелику гранату.
Під час свого правління як королеви піратів Елізабет виявилася харизматичною лідеркою і надихає інших лордів піратів битися з флотом Катлера Беккета. 
Темна сторона Елізабет показана, коли вона приносить Джека Спарроу в жертву Кракену, щоб команда могла втекти. Однак вона відчуває себе настільки винною в цьому, що пізніше допомагає врятувати Спарроу зі скрині Дейві Джонса.

## Опис
Елізабет Свонн приблизно 19 років у першому фільмі , 22 роки у 2 та 3 фільмі;  приблизно 43 роки у фільмі 5 фільмі. 
Елізабет має зріст 5 футів 7 дюймів, струнку фігуру, карі очі та темно-русяве волосся, яке згодом світлішає. 
Виховуючись у аристократичному суспільстві як дочка королівського губернатора, Елізабет є вишуканою та елегантною молодою леді, але також має жвавий і вольовий характер. Вона красива, привертаючи увагу більшості головних чоловічих персонажів у серіалі.
У фільмі «Прокляття чорної перлини» вона носить стиль одягу, відомий як Robe a L'Anglaise. Елізабет викрадають у довгому квітковому халаті кремового кольору, хоча капітан Барбосса пізніше наполягає, щоб вона одягла червону сукню, яка раніше належала іншій дамі; вона змушена повернути її до того, як пройде по дошці та опиниться на безлюдному острові, одягнена лише у довгу білу сорочку. Після порятунку коммодора Норрінгтона Елізабет позичають уніформу Королівського флоту, і вперше її бачать у чоловічому вбранні. 
У «Скрині мерця» зі зміною характеру та обставин Елізабет змінюється і її гардероб. Хоча вперше її бачать у елегантній весільній сукні та довгій мереживній фаті, пізніше Елізабет переодягається у юнака, одягаючи коричневі бриджі, білу сорочку, коричневі чоботи, червоний жилет, чорний пояс і коричневий трикутний капелюх. Вона носить цей одяг протягом усього фільму. 
У фільмі «На краю світу» Елізабет вперше з’являється в китайському  одязі, коли катається на маленькому човні водами Сінгапуру. Пізніше Елізабет носить довгий броньований плащ під час подорожей. Будучи полоненою на борту корабля Сан Фенга, Елізабет була одягнена в довгий червоний чонсам, синє пальто без рукавів на повну довжину (обидва, ймовірно, шовкові), і в бірюзовій короні фенікса. Пізніше вона одягає китайську бойову форму.